# Malvaviscus concinnus
Malvaviscus concinnus là một loài thực vật có hoa trong họ Cẩm quỳ. Loài này được Kunth mô tả khoa học đầu tiên năm 1822.